# Сакамото, Масатака
Масатака Сакамото (坂本 將貴; Sakamoto Masataka) родился 24 февраля 1978 года в Сайтама, Япония — бывший японский футболист. Выступал на позиции полузащитника.

## Биография
Сакамото родился в Сайтаме 24 февраля 1978 года. После окончания Университета спортивных наук Ниттайдай, в футбольной команде которого он выступал в молодёжных турнирах, присоединился в 2000 году к клубу Высшего дивизиона Джей-лиги (J1) ДЖЕФ Юнайтед Итихара, который 2005 году сменил наименование на ДЖЕФ Юнайтед Тиба.
С лета 2001 года Сакамото стал игроком основного состава команды на позиции правого полузащитника. Также играл на позиции левого полузащитника.
Он сыграл все матчи лиги в сезонах 2004-2006 годов, за исключением одной игры, пропущенной в связи с дисквалификацией. Вместе с командой дважды подряд выиграл Кубок Джей-лиги в 2005 и 2006 годах.
В 2007 году Сакамото перешёл в Альбирекс Ниигата. Он провел все 34 матча чемпионата на позициях левого защитника и левого полузащитника.
В 2008 году вернулся в ДЖЕФ Юнайтед Тиба на позиции правого полузащитника и правого защитника. Однако в клубе начался кризис, и по результатам сезона 2009 клуб впервые в своей истории вылетел во второй дивизион Джей-лиги (J2).
С сезона 2010 года стал принимать участие в меньшем количестве матчей. В связи с этим по окончании сезона 2012 года, в котором клуб проиграл в финале плей-офф за выход в Джей-лигу-1, завершил футбольную карьеру.

## Клубная статистика
| Выступление клуба | Выступление клуба    | Выступление клуба | Лига  | Лига | Кубок Императора | Кубок Императора | Кубок Джей-лиги | Кубок Джей-лиги | Всего | Всего |
| Сезон             | Клуб                 | Лига              | Матчи | Голы | Матчи            | Голы             | Матчи           | Голы            | Матчи | Голы  |
| ----------------- | -------------------- | ----------------- | ----- | ---- | ---------------- | ---------------- | --------------- | --------------- | ----- | ----- |
| 2000              | ДЖЕФ Юнайтед Итихара | Лига J1           | 0     | 0    | 0                | 0                | 0               | 0               | 0     | 0     |
| 2001              | ДЖЕФ Юнайтед Итихара | Лига J1           | 19    | 3    | 3                | 0                | 4               | 0               | 26    | 3     |
| 2002              | ДЖЕФ Юнайтед Итихара | Лига J1           | 30    | 1    | 4                | 0                | 7               | 0               | 41    | 1     |
| 2003              | ДЖЕФ Юнайтед Итихара | Лига J1           | 30    | 1    | 3                | 1                | 2               | 0               | 35    | 2     |
| 2004              | ДЖЕФ Юнайтед Итихара | Лига J1           | 29    | 1    | 1                | 0                | 4               | 0               | 34    | 1     |
| 2005              | ДЖЕФ Юнайтед Тиба    | Лига J1           | 34    | 2    | 2                | 0                | 11              | 0               | 47    | 2     |
| 2006              | ДЖЕФ Юнайтед Тиба    | Лига J1           | 34    | 1    | 1                | 0                | 11              | 3               | 46    | 4     |
| 2007              | Альбирекс Ниигата    | Лига J1           | 34    | 2    | 1                | 1                | 6               | 0               | 41    | 3     |
| 2008              | ДЖЕФ Юнайтед Тиба    | Лига J1           | 32    | 1    | 0                | 0                | 8               | 0               | 40    | 1     |
| 2009              | ДЖЕФ Юнайтед Тиба    | Лига J1           | 33    | 1    | 2                | 0                | 6               | 0               | 41    | 1     |
| 2010              | ДЖЕФ Юнайтед Тиба    | Лига J2           | 21    | 0    | 1                | 0                | -               | -               | 22    | 0     |
| 2011              | ДЖЕФ Юнайтед Тиба    | Лига J2           | 22    | 0    | 2                | 0                | -               | -               | 24    | 0     |
| 2012              | ДЖЕФ Юнайтед Тиба    | Лига J2           | 9     | 0    | 1                | 0                | -               | -               | 10    | 0     |
| Всего за карьеру  | Всего за карьеру     | Всего за карьеру  | 327   | 13   | 21               | 2                | 59              | 3               | 407   | 18    |